# Gabriel von Rodich

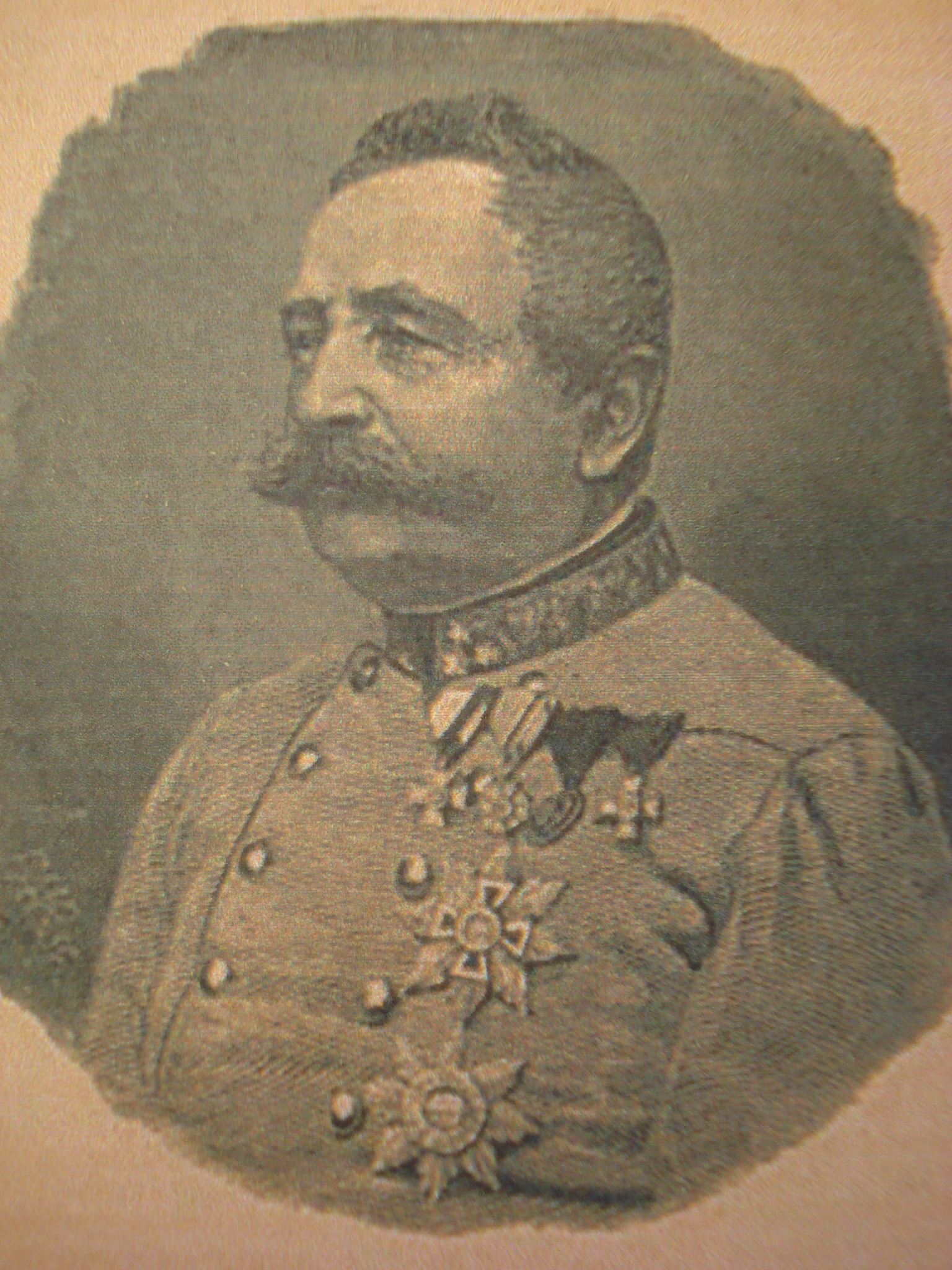
Gabriel Freiherr von Rodich

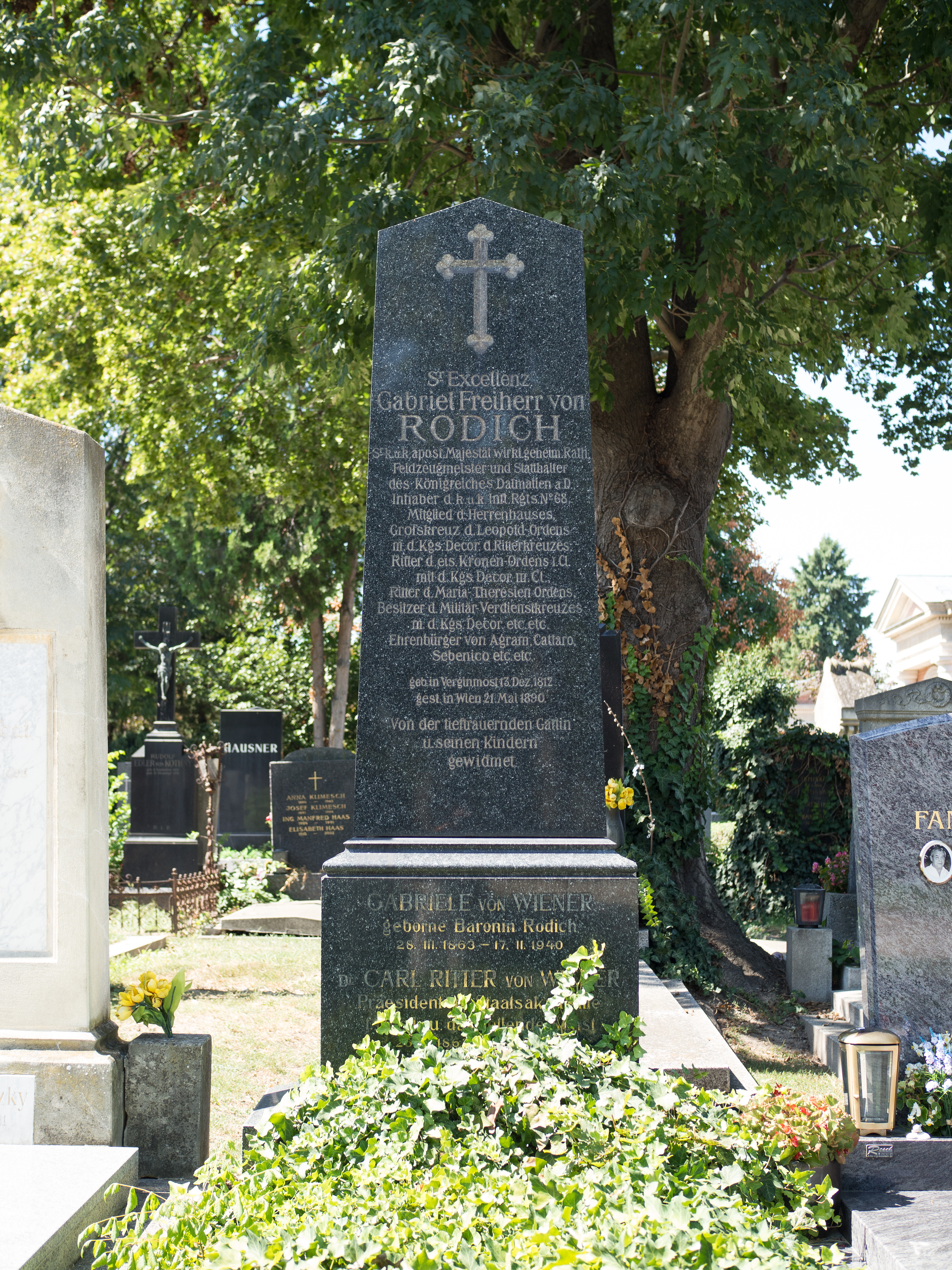
Grab von Gabriel von Rodich auf dem Wiener Zentralfriedhof

Gabriel Freiherr von Rodich (kroatisch Gabrijel barun Rodić; * 13. Dezember 1812 in Vrginmost, Kroatien; † 21. Mai 1890 in Wien) war ein kroatischer Adliger serbischer Abstammung und General der k.u.k. Armee.

## Leben
Er zog zuerst 1835 als Grenzoffizier durch ein Gefecht gegen aufständische Begs unter Hussein Berbirli Aga in Bosnien die Aufmerksamkeit auf sich, kämpfte 1848–49 unter Jellachich (kroatisch Jelačić) gegen die Ungarn und wurde 1851 Oberst, 1859 für seine Verteidigung der Bucht von Kotor (kroat. Boka kotorska; ital. Bocche di Cattaro) gegen die französische und italienische Flotte Freiherr. Im Dritten Italienischen Unabhängigkeitskrieg 1866 trug er als Befehlshaber des 5. Armeekorps wesentlich zum Siege von Custozza bei. 
Nachdem er 1869 den Aufstand in der Bucht von Kotor, allerdings erst nach Zahlung einer Geldsumme an die Empörer, durch den Frieden von Knezlac beschwichtigt hatte, wurde er 1870 zum Statthalter des Kronlandes Dalmatien ernannt und war eifrig darauf bedacht, die Italiener mehr und mehr zurückzudrängen und die Kroaten zur Herrschaft zu bringen. Er war bei diesen daher sehr beliebt und hieß der „alte Gabriel“ (stari Gavro). 1881 abberufen, als Feldzeugmeister verabschiedet und zum Mitglied des Herrenhauses ernannt, zog er sich nach Wien zurück, wo er 1890 starb. Seine letzte Ruhestätte fand Gabriel von Rodich auf dem Wiener Zentralfriedhof (31B/12/4).